# Horní Heřmanice (district d'Ústí nad Orlicí)
Pour les articles homonymes, voir Heřmanice.
Horní Heřmanice (en allemand : Ober Hermanitz) est une commune du district d'Ústí nad Orlicí, dans la région de Pardubice, en République tchèque. Sa population s'élevait à 452 habitants en 2024.

## Géographie
Horní Heřmanice se trouve à 9 km au nord-est de Lanškroun, à 23 km à l'est d'Ústí nad Orlicí, à 68 km à l'est-sud-est de Pardubice et à 164 km à l'est-sud-est de Prague.
La commune est limitée par Výprachtice au nord, par Štíty à l'est, par Cotkytle au sud, et par Horní Čermná à l'ouest.

## Histoire
La première mention écrite de la localité date de 1304.

## Administration
La commune se compose de trois sections :
- Horní Heřmanice
- Dolní Heřmanice
- Rýdrovice

## Galerie

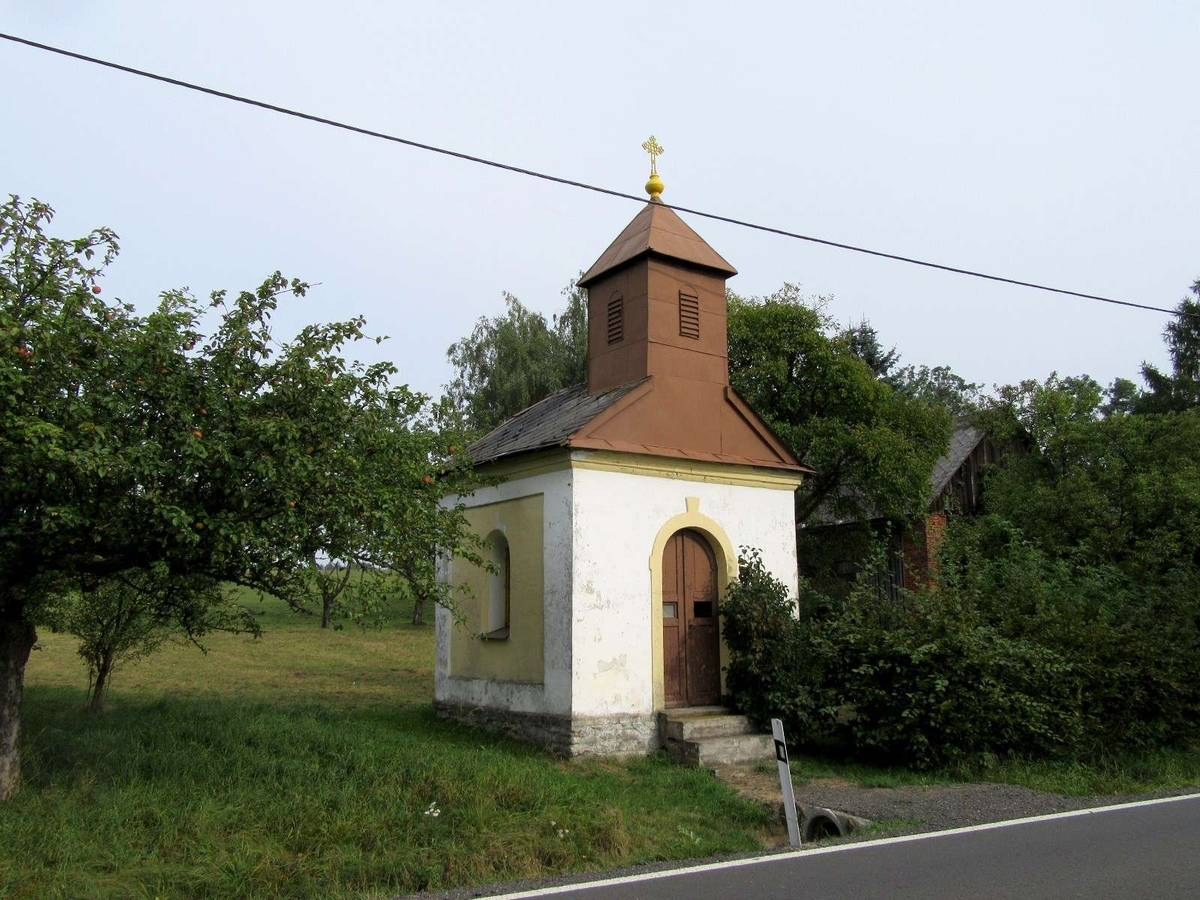
Chapelle Notre Dame du Rosaire.
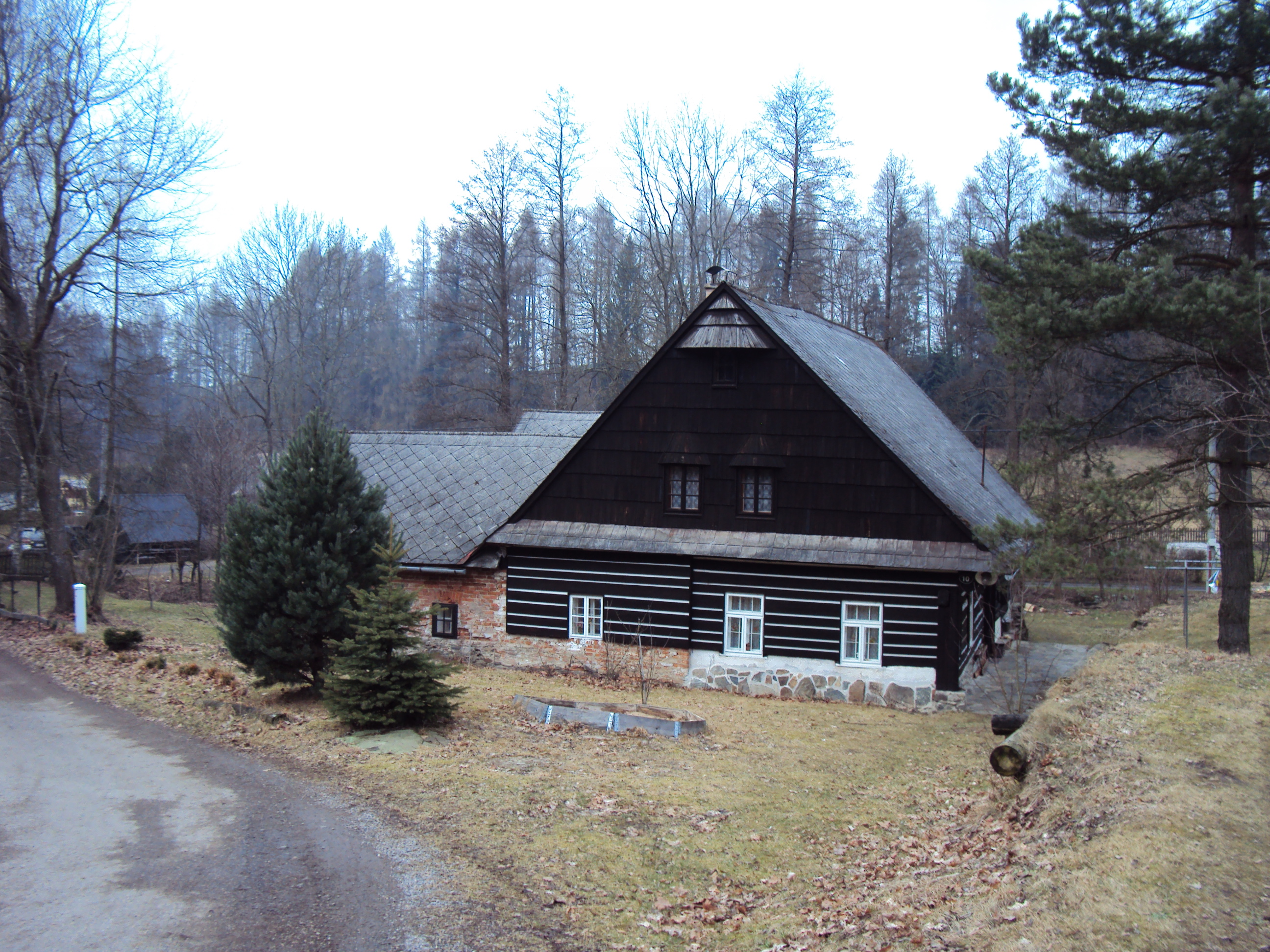
Maison de campagne.

## Transports
Par la route, Horní Heřmanice  se trouve à 12 km de Lanškroun, à 32 km d'Ústí nad Orlicí, à 87 km de Pardubice et à 201 km de Prague. 